# 旧大原家住宅

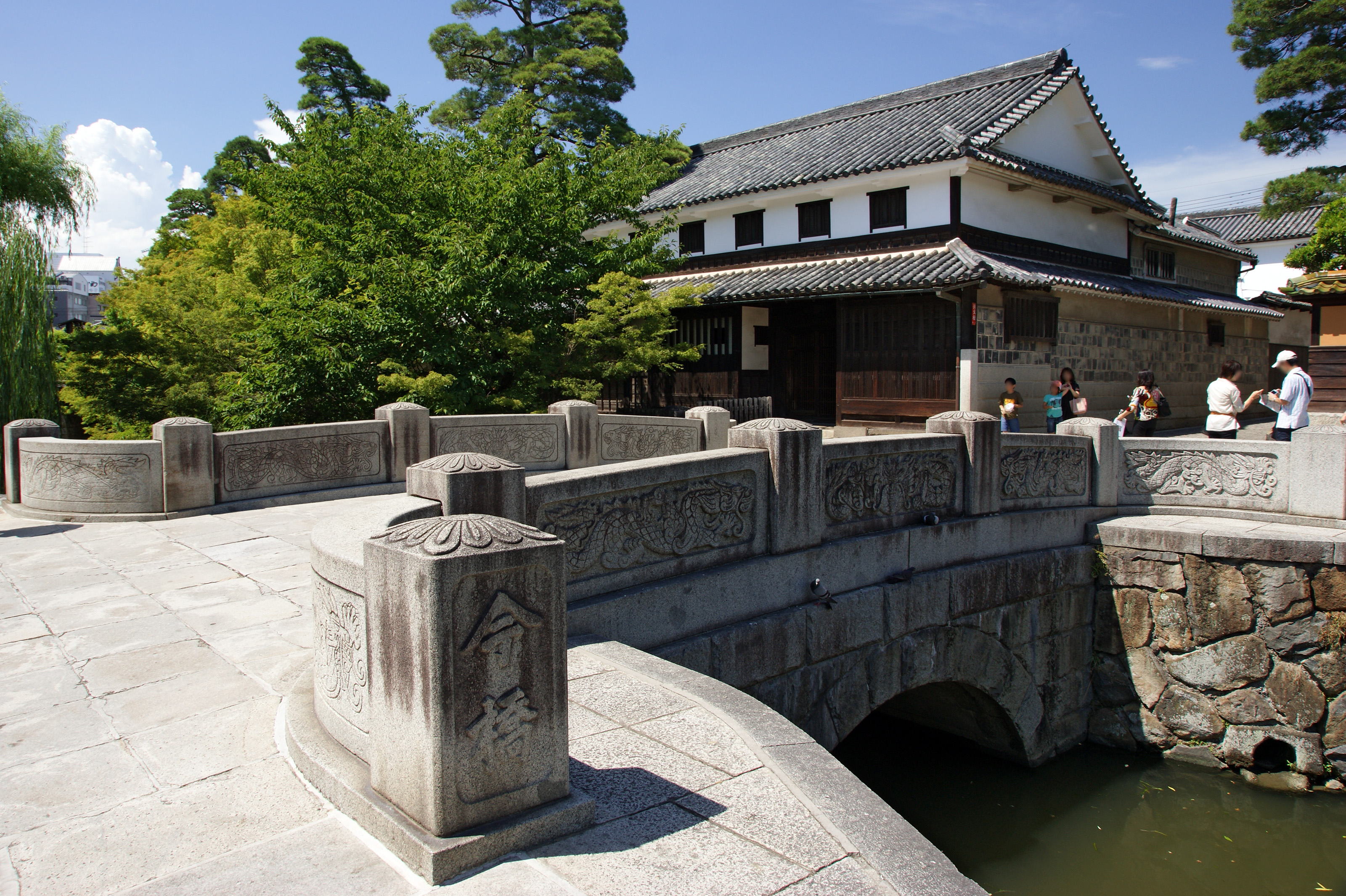
今橋と旧大原家住宅

旧大原家住宅（きゅうおおはらけじゅうたく）は岡山県倉敷市にある、歴史的建造物（町屋）。国の重要文化財に指定されている。

## 概要
天領だった倉敷では、旧来「古禄」と呼ばれる世襲の勢力が栄えていたが、新田・塩田開発と倉敷川の水運の利を生かして「新禄」という商人の新興勢力が台頭してきた。その中でもこの大原家と大橋家が筆頭格であった。大原家は綿仲買商人として大いに発展した。主屋は江戸時代後期の建築と推定されている。大原家は倉敷川の終点に位置し、河岸の両側に店舗と蔵を構えた。
1889年（明治22年）大原孝四郎は倉敷紡績（クラボウ）の設立に参加した。これらをさらに発展させたのが大原孫三郎である。このとき大原家は財閥ともいえる発展を遂げた。そこで得た富で息子の総一郎と共に、倉紡中央病院（現在の倉敷中央病院）や大原美術館など数々の施設を造営した。
旧大原家住宅は1971年（昭和46年）3月11日に、主屋をはじめ10棟が国の重要文化財に指定された。1982年には土地が重要文化財に追加指定されている。重要文化財指定後も居住用に使われていたため、建物内部は非公開であったが、2018年4月に「語らい座 大原本邸」として一般公開されるようになった。

## 建築概要
倉敷美観地区内、倉敷川に面して建つ。倉敷川に架かる今橋を渡った対岸は大原美術館である。宅地は南が川、東と北が道に面し、敷地南東隅に主屋が建つ。主屋に接して内倉と離座敷があり、敷地北側は路地に面して5棟の倉（東から倉、新倉、中倉、内中倉、北倉）が立ち並び、独特の景観を形作っている。他に北倉の南に壬子倉（みねぐら）と西倉が建つ。主屋は1階の格子や2階の窓のデザインに特色があり、それぞれ「倉敷格子」「倉敷窓」と呼ばれている。
以下の建物10棟と宅地が重要文化財に指定されている。
- 主屋
  - 建築年代：江戸時代後期
  - 居室部
    - 入母屋造（T字形）[2]、正面14.4m、側面16.8m、一部二階建、四面庇付、本瓦葺、背面突出部附属

  - 座敷部
    - 北面入母屋造、桁行13.4m、梁間6.6m、桟瓦葺、南面居室部に接続、
- 内倉
  - 建築年代：江戸時代後期
  - 土蔵造 、桁行6.8m、梁間3.9m、二階建、切妻造、本瓦葺
- 離座敷
  - 建築年代：江戸時代後期
  - 入母屋造、桁行8.8m、梁間5.6m、西面及び北面庇付、本瓦葺
- 倉
  - 建築年代：江戸時代末期
  - 土蔵造、桁行8.6m、梁間6.2m、二階建、切妻造、西面庇付、本瓦葺
- 新倉
  - 建築年代：江戸時代末期
  - 土蔵造、桁行7.1m、梁間6.2m、二階建、切妻造、西面庇付、本瓦葺
- 中倉
  - 建築年代：江戸時代末期
  - 土蔵造、桁行12.2m、梁間6.2m、一部二階建、切妻造、西面庇付、本瓦葺、内中倉との取合部附属
- 内中倉
  - 建築年代：明治時代
  - 土蔵造、桁行16.4m、梁間6.0m、切妻造、本瓦葺
- 北倉
  - 建築年代：明治時代
  - 土蔵造、桁行11.0m、梁間5.5m、二階建、切妻造、本瓦葺
- 壬子倉
  - 建築年代：（1812年）大正元年
  - 土蔵造、桁行6.9m、梁間4.9m、二階建、切妻造、妻入、本瓦葺
- 西倉
  - 建築年代：大正時代
  - 土蔵造、桁行9.5m、梁間5.6m、二階建、切妻造、本瓦葺

- 宅地 2173.97m

## 見学情報

### 所在地
〒710-0046岡山県倉敷市中央一丁目2番1号

### アクセス
- JR倉敷駅から徒歩10-15分。

### 公開時間
- 9時00分より17時00分（入館は16時30分まで）。月曜、年末年始休館（月曜が祝日または振替休日の場合は開館）。
- 入館は有料（詳細は公式サイトを参照）。